# Edosa torrifacta
Edosa torrifacta är en fjärilsart som beskrevs av László Anthony Gozmány. Edosa torrifacta ingår i släktet Edosa och familjen äkta malar. Inga underarter finns listade i Catalogue of Life.